# Luigi Calamatta

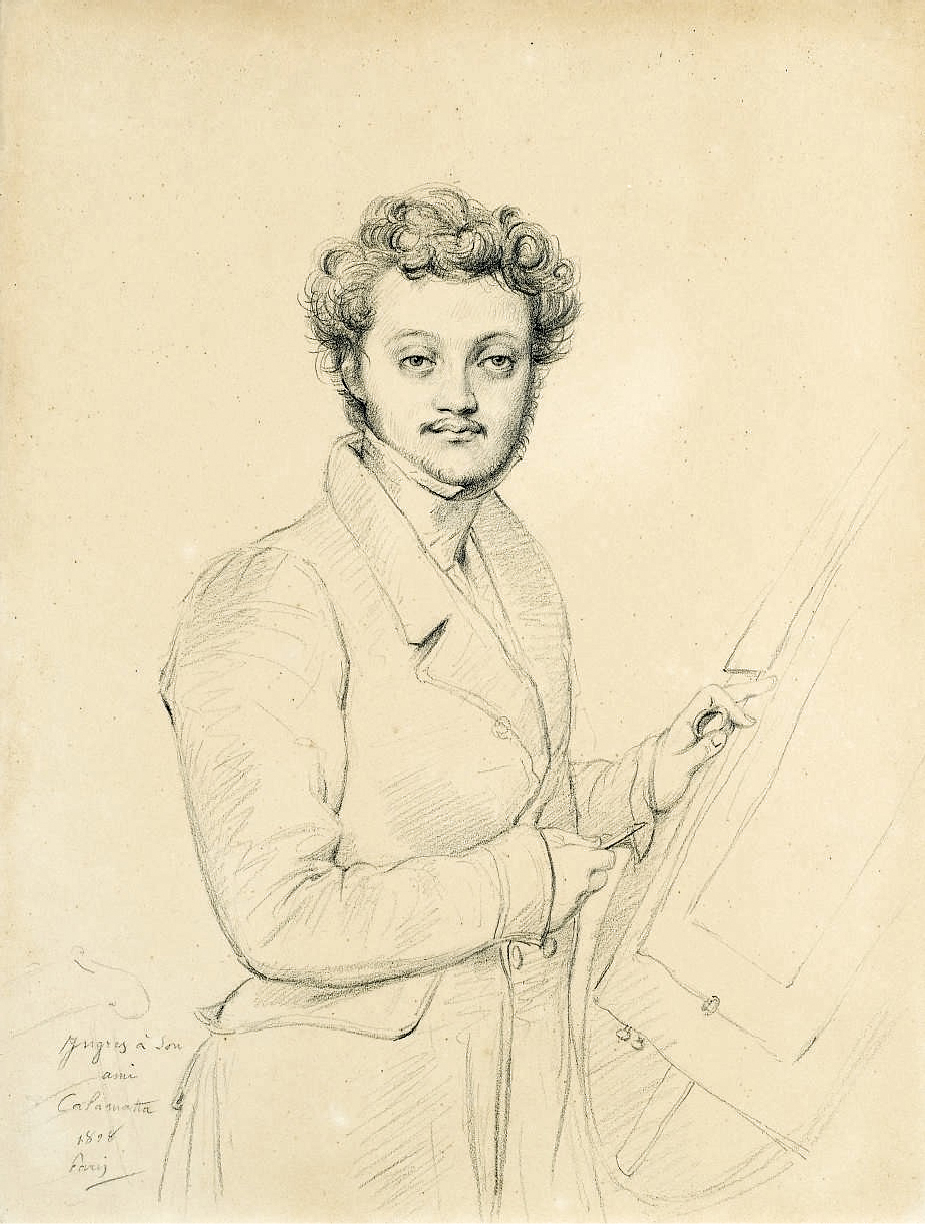
Luigi Calamatta (1828)

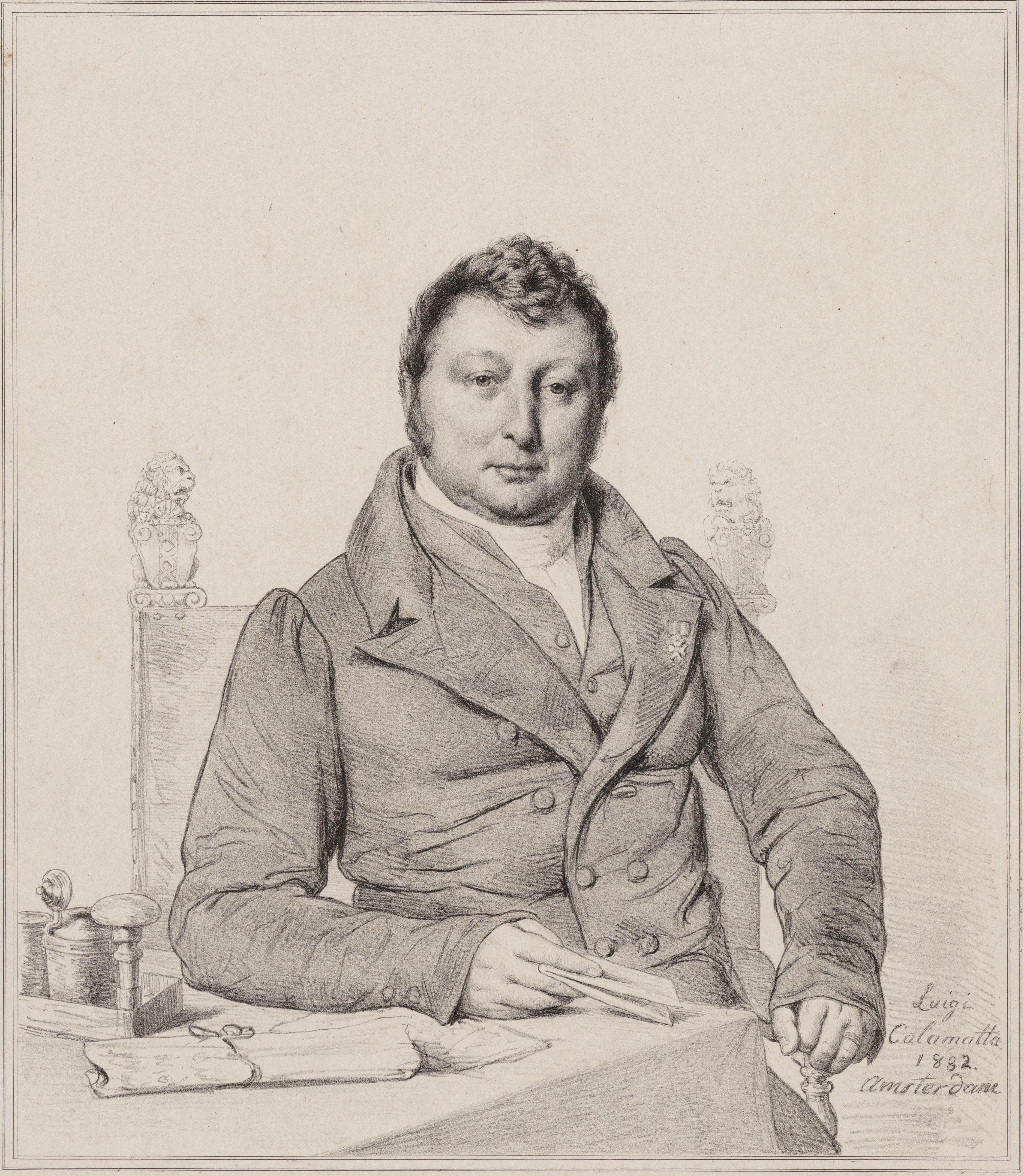
Portret van Frederik van de Poll, burgemeester van Amsterdam, door Calamatta

Luigi Calamatta (Civitavecchia, 1801 of 1802 – Milaan, 8 maart 1869) was een Italiaans kunstschilder, tekenaar en graveur. Van 1837 tot 1861 was hij docent aan de graveerschool van Brussel.

## Levensloop
Calamatta werd vroegtijdig wees en werd door een oom opgevoed. Hij trok naar Rome waar hij in het Sint-Michielsgasthuis verbleef. Toen hij daar niet meer kon blijven volgde Calamatta teken- en gravureles bij Antonio Ricciani en Domenico Marchetti.
In 1822 trok Calamatta naar de graveerschool van Parijs. Hij was er een leerling van Jean Auguste Dominique Ingres, die hij twee jaar voordien in Rome ontmoet had en wiens stijl hij zou overnemen. Calamatta was een uitstekend tekenaar en wist de kleurgeving van de originele werken goed weer te geven.
In het begin van zijn carrière graveerde Calamatta meestal werken van tijdgenoten zoals Ary Scheffer en Hippolyte Delaroche. Calamatta debuteerde op het Salon van Parijs van 1827 met gravures van werken van Ingres die hem aanbevolen had bij koning Lodewijk Filips I. Calamatta mocht de historische schilderijen in het kasteel van Versailles graveren. Hij graveerde verscheidene portretten zoals dat van het dodenmasker van Napoleon Bonaparte (1834), van de Franse schrijfster George Sand (wiens zoon later zou trouwen met de dochter van Calamatta) en van de Italiaanse violist Niccolò Paganini. Calamatta graveerde eveneens beroemde schilderijen van oude meesters zoals de Madonna met kind van Rafaël, de Mona Lisa van Leonardo da Vinci.
In 1837 werd Calamatta benoemd tot leraar aan de graveerschool van Brussel. Amédée de Beauffort, inspecteur-generaal van het Belgische departement van Schone Kunsten, was onder de indruk van zijn werk De gelofte van Lodewijk XIII naar een schilderij van Ingres en wilde Calamatta aantrekken om de in 1807 opgerichte Brusselse graveerschool nieuw leven in te blazen. Calamatta nam het voorstel aan op voorwaarde dat hij gedurende zes maanden per jaar in Parijs kon verblijven.
De graveerschool van Brussel werd in 1848 toegevoegd aan de Koninklijke Academie voor Schone Kunsten van Brussel en Calamatta werd benoemd tot docent aan de academie. In 1851 bracht hij een collectie gravures uit van bekende Belgische personen samen met gravures van werken van Belgische kunstschilders als Jean-Baptiste Madou en Alfred Stevens. Zijn voornaamste leerlingen in Brussel waren Auguste Danse en Joseph Demannez. In 1861 kwam er kritiek op het feit dat de graveerschool te weinig nieuwe graveurs voortbracht. Calamatta verliet de school die na zijn vertrek werd gesloten.
In 1862 werd hij benoemd tot docent aan de graveerschool van de Milanese Accademia di Belle Arti di Brera.

## Familie
Calamatta trouwde in 1840 met Josephine, dochter van de Franse archeoloog Raoul Rochette en kleindochter van de beeldhouwer Jean-Antoine Houdon. Zij was eveneens een leerling van Ingres en was als graveur voornamelijk actief tussen 1840 en 1850. Uit het huwelijk werd in 1842 een dochter geboren die in 1862 huwde met een zoon van de Franse schrijfster George Sand. Josephine liet Calamatta en hun dochter Lina in 1852 in de steek en bleef in Parijs wonen.

## Werken (selectie)
- Mona Lisa (1837) naar Leonardo da Vinci
- Madonna met kind, Het viisoen van Ezechiel, en Vrede (1855) naar Rafaël
- Heer, onze wandeling op de zee, naar Lodovico Cigoli
- Francesca van Rimini, naar Ary Scheffer
- Hertog van Orleans, graaf Molé (1865); De gelofte van Lodewijk XIII (1825) en Juffrouw Boimara naar Jean Auguste Dominique Ingres
- Guizot, naar Hippolyte Delaroche
- Portretten van de acteur en Miss Levera, naar Achille Devéria
- Portrait van Lamennais, naar Ary Scheffer
- Beatrice Cenci (1857) naar Guido Reni.
- Souvenirs van Rome, deels gegraveerd naar Alfred Stevens
- Portretten van Peter Paul Rubens, George Sand, Adolphe Thiers, Frederik van de Poll en Ingres.
- Portret van de Koning van Spanje, naar José de Madrazo y Agudo.

- Biblioteca Nacional de España: XX1517305
- Bibliothèque nationale de France: cb14958746g (data)
- Gemeinsame Normdatei: 104272392
- International Standard Name Identifier: 0000 0001 1652 152X
- KulturNav: 32929036-7c93-43f9-87f1-d20efff5296a
- Library of Congress Control Number: nr97003093
- Nationale Bibliotheek van Tsjechië: mzk2016931281
- Nederlandse Thesaurus van Auteursnamen: 069966931
- RKD-Nederlands Instituut voor Kunstgeschiedenis: 14747
- Istituto Centrale per il Catalogo Unico: RAVV033809
- SNAC: w6nd3w9s
- Système universitaire de documentation: 152729119
- Union List of Artist Names: 500012321
- Virtual International Authority File: 59290267
- WorldCat: E39PBJpdQ33F3QfprrtycyKyBP